# Robert Worsley (4e baronnet)
Robert Worsley, 4e baronnet (v. 1669-1747), est un homme politique britannique qui siège à la Chambre des communes de 1715 à 1722.

## Biographie

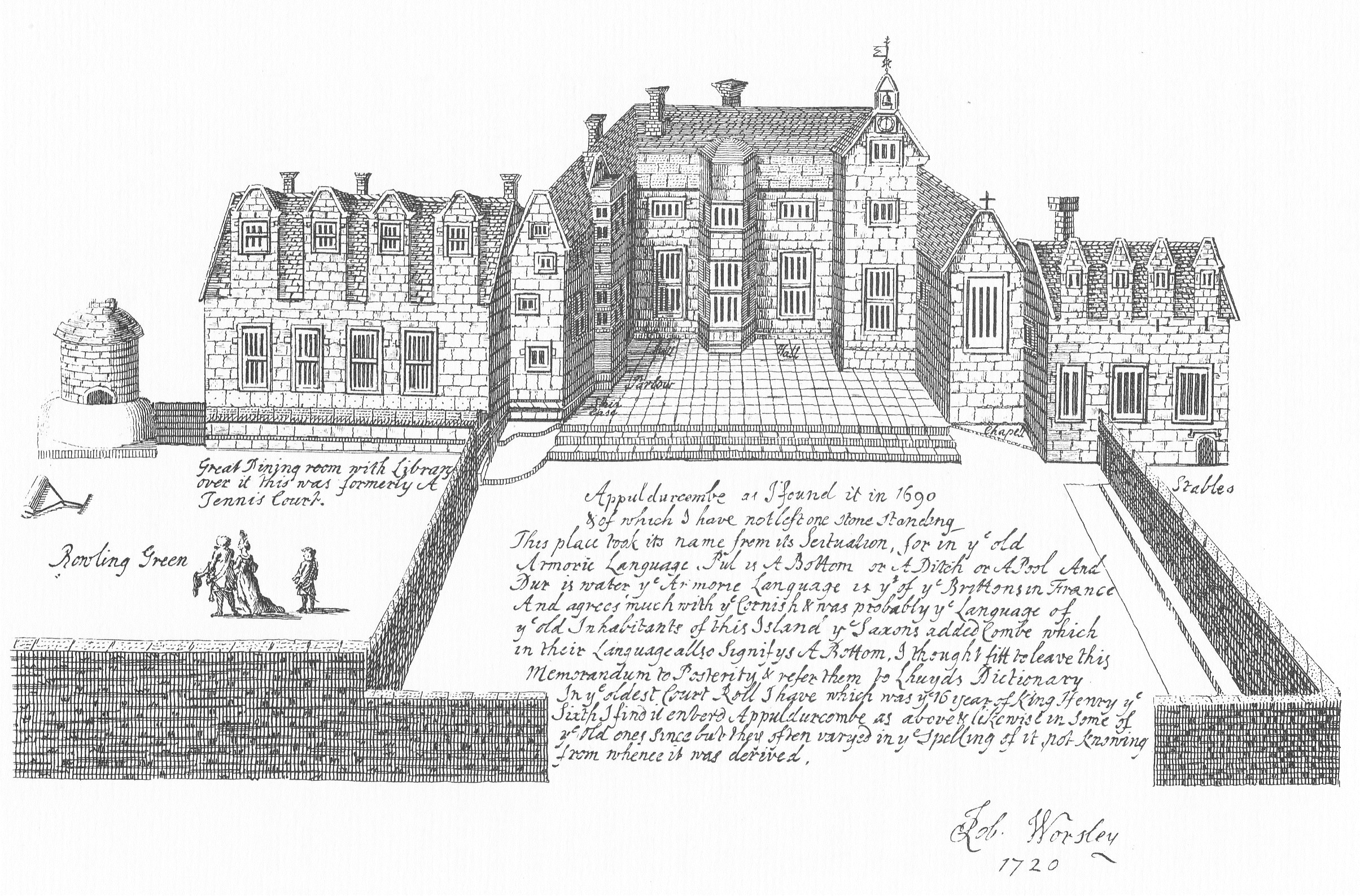
Dessin de Sir Robert Worsley de la maison Tudor d'Appuldurcombe

Il est le fils aîné de Robert Worsley (3e baronnet), député d'Appuldurcombe et de son épouse Mary Herbert, fille de James Herbert (1623-1677) de Kingsey, Buckinghamshire. En 1676, à l'âge de sept ans, il devient baronnet et hérite du manoir d'Appuldurcombe à la mort de son père. Il s'inscrit à Christ Church, Oxford le 17 décembre 1684, à l'âge de 15 ans. Il se marie le 13 août 1690, avec Frances Thynne, fille de Thomas Thynne (1er vicomte Weymouth), de Longleat, Wiltshire.

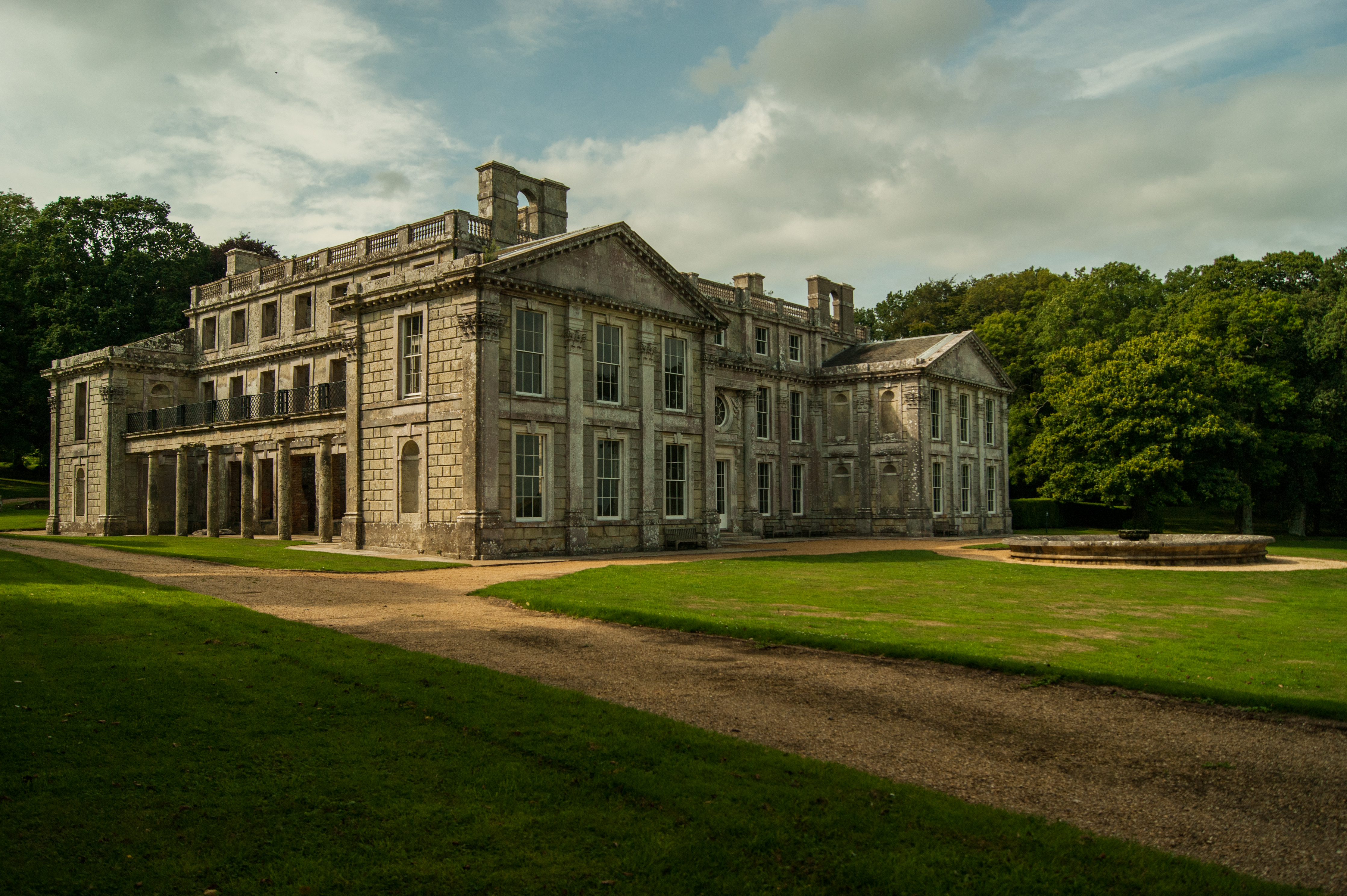
Appuldurcombe House, construite pour Sir Robert Worsley

Il est lieutenant-adjoint du Hampshire de 1699 à 1702. En 1702, il commence à reconstruire Appuldurcombe House, qui est dans sa famille depuis 1527. L'architecte est John James.
Il a une influence sur le siège parlementaire de Newtown (île de Wight). Son frère Henry Worsley (diplomate) l'occupe à partir de 1705 mais est envoyé comme ambassadeur au Portugal en 1713. Worsley remplace son frère aux élections générales de 1715. Il est classé comme conservateur mais vote souvent avec les whigs. Il soutient l'administration sur le projet de loi sur la pairie, mais vote contre le projet de loi septennal et l'abrogation des lois occasionnelles de conformité et de schisme. Il ne se représente pas en 1722, son frère Henry a un autre poste en tant que gouverneur de la Barbade.
Il est décédé le 29 juillet 1747 avec sept filles survivantes, mais aucun héritier masculin. Il laisse sa propriété continentale du Hampshire à Robert Carteret, 3e comte de Granville, fils de sa fille Frances. Le titre de baronnet va à son cousin James Worsley (5e baronnet). Il n'a jamais vu sa maison à Appuldurcombe complètement achevée; qui est passée à Thomas Worsley, 6e baronnet, fils de son cousin James.
Un monument est érigé à sa mémoire à Stenbury Down, surplombant sa maison.